# Wolf-Dieter Rösner
Wolf-Dieter Rösner (* 10. August 1940) ist ein ehemaliger deutscher Handballspieler.

## Werdegang
Rösner nahm mit der bundesdeutschen Nationalmannschaft an den Weltmeisterschaften 1964 und 1967 teil, bei denen er mit der Auswahl des Deutschen Handballbunds den vierten beziehungsweise sechsten Platz erreichte. Auf Vereinsebene spielte der Torwart für die Spvgg 1887 Möhringen, aus deren Nachwuchsabteilung er entsprang. Mit 91 Bundesligaeinsätzen setzte er sich in der Liste der SVM-Spieler mit den meisten Einsätzen in der höchsten deutschen Spielklasse an die Spitze.